# Французская школа фехтования
Францу́зская шко́ла фехтова́ния (фр. L’Ecole d’escrime Français) — термин, обобщающий стиль фехтования во Франции, появившийся в XVI веке и являющийся прямым предком спортивного фехтования.
Базовым принципам французская школа фехтования обязана появлению итальянского стиля. Кроме того, существуют и французские средневековые предшественники, например, трактат «Игра алебардой» (Le jeu de la hache), но началом истории французской школы принято считать создание «Академии мастеров военных битв» (Académie des Maistres en faits d’armes de l’Académie du Roy), учреждённой Карлом IX в декабре 1567 года.
Один из мастеров этой академии, Анри де Сен-Дидье, создал в 1573 году трактат по фехтованию под названием «Заключающий секреты первой книги о рапире, прародительнице всего оружия» (Traicté contenant les secrets du premier livre sur l’espée seule). Данный манускрипт описывал фехтование шпагой и напоминал болонский стиль.
Французские трактаты по шпаге известны с начала XVII века, благодаря таким мастерам, как Франсуа Данси и Андре Деборд. Оба фехтовальщика указывали на происхождение своих систем от итальянской школы фехтования. Во второй половине XVII века французское фехтование начинает превращаться в спорт. Знаменование этому свидетельствует появление кодификации правил и терминов в системе обучения некоторых французских мастеров.
В XVIII веке французская школа приняла новый европейский стандарт фехтования, созданный итальянцем по происхождению, подданным Великобритании, Доменико Анджело. Этот мастер сотворил свой главный трактат по фехтованию — «L’Ecole des armes», который впервые был издан в Париже в 1763 году. Новый стиль стал главным направлением фехтования на протяжении следующих 50 лет. Благодаря Наполеоновским войнам и завоеваниям Наполеона I французская школа фехтования распространилась почти по всей Европе.